# Amolops splendissimus
Amolops splendissimus е вид жаба от семейство Водни жаби (Ranidae).

## Разпространение
Видът е разпространен във Виетнам.